# Santa María del Camino (título cardenalicio)
Santa María del Camino (Sancta Mariæ in Via en latín) es un título cardenalicio de tipo presbiterial. Fue establecido el 4 de diciembre de 1551 por el papa Julio III. 
El título está asociado a la iglesia de Santa Maria in Via, mandada a construir por Inocencio VIII, en un proceso que abarcó de 1491 a 1513.

## Titulares
- Fulvio Giulio della Corgna, Orden de Malta (4 de diciembre de 1551-29 de mayo de 1555)
- Giacomo Puteo (29 de mayo de 1555 - 26 de abril de 1563)
- Alessandro Sforza (15 de mayo de 1565 - 16 de mayo de 1581)
- Vacante (1581 - 1585)
- Vincenzo Laureo (o Lauro) (20 de mayo de 1585 - 2 de marzo de 1589)
- Gianfrancesco Morosini (28 de marzo de 1590 - 10 de enero de 1596)
- Silvio Savelli (21 de junio 1596 - 22 de enero 1599)
- Roberto Belarmino, Compañía de Jesús (17 de marzo 1599 - 1 de junio 1605)
- Vacante (1605 - 1621)
- Stefano Pignatelli (3 de marzo 1621 - 12 de agosto 1623)
- Vacante (1623 - 1630)
- Gil Carrillo de Albornoz (12 de agosto 1630 - 14 de diciembre 1643)
- Francesco Angelo Rapaccioli (14 de diciembre 1643 - 21 de noviembre 1650)
- Carlo Rossetti (18 de agosto 1653 - 9 de marzo 1654)
- Francesco Albizzi (23 de marzo 1654 - 24 de agosto 1671)
- César d'Estrées (8 de agosto 1672 - 28 de enero 1675)
- Carlo Carafa (27 de mayo 1675 - 19 de octubre 1680)
- Vacante (1680 - 1689)
- Francesco Maidalchini (19 de octubre 1689 - 23 de julio 1691)
- Vacante (1691 - 1696)
- Giacomo Boncompagni (2 de enero 1696 - 12 de junio de 1724)
- Melchior de Polignac (20 de noviembre 1724 - 19 de diciembre 1725)
- Vacante (1725 - 1728)
- Francesco Antonio Finy (8 de marzo 1728 - 6 de julio 1729)
- Carlo Vincenzo Maria Ferreri Thaon, Orden de Predicadores (23 de diciembre 1729 - 9 de diciembre 1742)
- Giuseppe Pozzobonelli (23 de septiembre 1743 - 2 de agosto 1758)
- Pietro Francesco Bussi (19 de noviembre 1759 - 10 de septiembre 1765)
- Vacante (1765 - 1767)
- Antonio Branciforte Colonna (6 de abril de 1767 - 31 de julio de 1786)
- Vacante (1786 - 1801)
- Girolamo della Porta (20 de julio 1801 - 20 de septiembre 1802)
- Michele Di Pietro (20 de septiembre 1802 - 8 de marzo 1816)
- Giorgio Doria Pamphilj Landi (23 de septiembre 1816 - 16 de marzo 1818)
- Vacante (1818 - 1823)
- Carlo Maria Pedicini (16 de mayo 1823 - 15 de diciembre 1828)
- Vacante (1828 - 1837)
- Luigi Amat di San Filippo e Sorso (2 de octubre 1837 - 15 de marzo 1852)
- François-Auguste-Ferdinand Donnet (27 de junio 1853 - 22 de diciembre 1882)
- Vacante (1882 - 1889)
- François-Marie-Benjamin Richard (30 de diciembre 1889 - 28 de enero 1908)
- Agostino Richelmy (27 de noviembre 1911 - 10 de agosto 1923)
- Patrick Joseph Hayes (27 de marzo 1924 - 4 de septiembre 1938)
- Thomas Tien Ken-sin, Misioneros del Verbo Divino (22 de febrero 1946 - 24 de julio 1967)
- Vacante (1967 - 1973)
- Paul Yoshigoro Taguchi (5 de marzo de 1973 - 23 de febrero de 1978)
- Joseph Marie Trinh Van Can (30 de junio de 1979 - 18 de mayo de 1990)
- Egano Righi-Lambertini (26 de noviembre 1990 - 4 de octubre 2000)
- Antonio José González Zumárraga (21 de febrero 2001 - 13 de octubre 2008)
- Raúl Eduardo Vela Chiriboga, (20 de noviembre 2010 - 15 de noviembre 2020)
- Filipe Neri António Sebastião do Rosário Ferrão, (desde el 27 de agosto del 2022)